# Lille fredag
Lille fredag er en betegnelse for torsdag brugt i betydningen at torsdag er første dag i weekenden og dermed en lejlighed til fest.
De meget festhungrende anvender tillige begreberne "Lille lille fredag" eller "Lille torsdag", som betegnelse for en festlig onsdag. Et beslægtet udtryk er "Musikerens weekend", der anvendes som betegnelse for hverdagene mandag, tirsdag og onsdag. Disse dage er typiske fridage for professionelle musikere, der ofte er på arbejde i den "rigtige weekend".
I Sverige kaldes Lille Fredag for Lillördag og i Finland kaldes den særlige festdag for pikkulauantai, der er en betegnelse for at feste om onsdagen.
Et eksempel på brugen af udtrykket kan bl.a. ses i et klip fra Natholdet.
I 2017 annoncerede Tivoli en lillebror til Fredagsrock som de kalder Lillefredag.